# تام ردینگ
تام ردینگ (انگلیسی: Tom Redding; ۱۷ مارس ۱۹۳۲ – ۱۹۸۰ (۴۷−۴۸ سال)) بازیکن فوتبال بود.
از باشگاه‌هایی که در آن بازی کرده‌است می‌توان به باشگاه فوتبال گریمزبی تاون اشاره کرد.